# Ardisia macrocalyx
Ardisia macrocalyx là một loài thực vật có hoa trong họ Anh thảo. Loài này được Scheff. mô tả khoa học đầu tiên năm 1867.